# Стефан Панич
Стефан Панич (серб. Stefan Panić/Стефан Панић, нар. 20 вересня 1992, Топола) — сербський футболіст, захисник латвійського клубу РФШ. Виступав також за низку сербських і закордонних клубів. П'ятиразовий чемпіон Латвії та володар Кубка Латвії.

## Клубна кар'єра
У професійному футболі Стефан Панич дебютував 2010 року виступами за команду «Младеноваць», в якій того року взяв участь в 11 матчах чемпіонату. На початку 2011 року Панич перейшов до складу португальської команди «Насіунал», проте за короткий час повернувся до складу «Младеноваця». У 2012 році футболіст грав у склад клубу «Ковачевац».
На початку 2013 року Стефан Панич перейшов до складу клубу «Металац», у складі якого грав до 2017 року, та був у складі «Металаца» гравцем основного складу команди. Протягом 2017—2018 років сербський захисник грав у складі чеського клубу «Банік».
На початку 2018 року Стефан Панич перейшов до сербського клубу «Явор» (Іваниця), проте вже в цьому ж році став гравцем латвійського клубу «Рига». У складі ризького клубу сербський футболіст грав до 2020 року, та тричі поспіль ставав у його складі чемпіоном Латвії. У 2021—2022 роках Панич грав у складі кіпрського клубу «Пафос».
У 2022 році футболіст перейшов до латвійського клубу РФШ. У складі ризької команди сербський захисник у 2023 і 2024 роках ставав чемпіоном Латвії, а в 2024 році став володарем Кубка Латвії.

## Виступи за збірну
У 2017 році Стефан Панич провів свій єдиний матч у складі національної збірної Сербії.

## Титули і досягнення
- Чемпіон Латвії (5):

«Рига»: 2018, 2019, 2020
РФШ: 2023, 2024
- Володар Кубка Латвії (1):

РФШ: 2024